# Gunnar Tolnæs
Gunnar Tolnæs (7 de febrero de 1879 - 9 de noviembre de 1940) fue un actor teatral y cinematográfico noruego, activo en la época del cine mudo.

## Biografía
Nacido en Oslo, Noruega, en sus comienzos cursó estudios de derecho y medicina. 
Se inició como actor teatral en 1906, formando parte de la compañía del Teatro nacional de Oslo entre 1908 y 1916. En 1913 empezó a trabajar en producciones cinematográficas suecas con las cuales alcanzó la fama, gracias a lo cual en 1915 fue contratado por la productora de Copenhague Nordisk Film. En esta compañía fue, junto a Valdemar Psilander, el principal actor de su elenco.
Se especializó en la interpretación de producciones dramáticas y melodramáticas, encarnando a personajes nobles y cultos, a la vez que misteriosos y aventureros. Obtuvo una gran popularidad con sus papeles protagonistas de piloto interplanetario en Himmelskibet, y de Maharajá en las dos partes del drama de aventuras Maharadjahens Yndlingshustru I. En 1920, Tolnaes fue llamado por el director alemán Max Mack para rodar en Berlín su tercera película como Maharajá Die Lieblingsfrau des Maharadscha, 3. Teil.
Tolnaes se quedó en Alemania en los años 1920, aunque volvió intermitentemente a Copenhague y Estocolmo para rodar diferentes películas. Sin embargo, y con el comiento del cine sonoro, su carrera en el cine acabó, probablemente debido a su acento noruego. Tolnæs volvió a Oslo heim, donde hizo teatro entre 1929 y 1939. Tuvo particular éxito con piezas de Henrik Ibsen, pero también en operetas y comedias. 
Gunnar Tolnaes falleció en 1940 en Oslo. Tenía 60 años de edad. Fue enterrado en el Cementerio Vestre gravlund de dicha ciudad.

## Filmografía (selección)
- 1914 : Bröderna, de Mauritz Stiller
- 1914 : Gatans barn, de Victor Sjöström
- 1914 : Halvblod, de Victor Sjöström
- 1915 : En av de många
- 1915 : När konstnärer älska, de Mauritz Stiller
- 1915 : Doktor X, de Robert Dinesen
- 1916 : Sjæletyven, de Holger-Madsen
- 1916 : Lyset og Livet, de Robert Dinesen
- 1917 : Maharadjahens Yndlingshustru I, de Robert Dinesen
- 1917 : Pjerrot, de Hjalmar Davidsen
- 1917 : Fjeldpigen, de Eduard Schnedler-Sørensen
- 1917 : Den mystiske Tjener, de A.W. Sandberg
- 1917 : Den Retfærdiges Hustru, de A.W. Sandberg
- 1917 : Livets Gøglerspil, de Holger-Madsen
- 1918 : Himmelskibet, de Holger-Madsen
- 1918 : Folkets Ven, de Holger-Madsen
- 1918 : Mands Vilje, de Robert Dinesen
- 1919 : Hendes Helt, de Holger-Madsen
- 1919 : Lykkelandet, de Emanuel Gregers
- 1919 : Maharadjahens Yndlingshustru II, de August Blom
- 1920 : Stodderprinsessen, de A.W. Sandberg
- 1920 : Gudernes Yndling, de Holger-Madsen
- 1921 : Prometheus I-II, de August Blom
- 1921 : Kan disse Øjne lyve?, de A.W. Sandberg
- 1922 : Hans gode Genius, de August Blom
- 1922 : Præsten i Vejlby, de August Blom
- 1924 : Lille Dorrit, de A.W. Sandberg
- 1924 : Wienerbarnet, de A.W. Sandberg
- 1924 : Kærligheds-Øen, de A.W. Sandberg
- 1924 : Min Ven Privatdetektiven, de A.W. Sandberg
- 1925 : Hennes lilla majestät, de Sigurd Wallén
- 1926 : Det sovende Hus, de Guðmundur Kamban
- 1926 : Maharajahens Yndlingshustru, de A.W. Sandberg
- 1928 : Geschlecht in Fesseln, de William Dieterle

## Teatro (selección)

### Actor
- 1936 : Towaritch, de Jacques Deval, dirección de Allan Ryding, gira[1]
- 1937 : Ungdomen kommer med åren, de Seymour Hicks y Ashley Dukes, dirección de Gunnar Tolnæs, Vasateatern[2]
- 1939 : Christian, de Yvan Noé, dirección de Martha Lundholm, Vasateatern[3]

### Director
- 1937 : Vintage Wine, de Seymour Hicks y Ashley Dukes, Vasateatern